# Gamkonora (vulkaan)
De Gamkonora is een stratovulkaan op het eiland Halmahera in Indonesië. De top van de 1635 meter hoge Gamkonora heeft een reeks kraters die een noord-zuid lopende riftzone markeren.
De Gamkonora is een actieve vulkaan die in de laatste vijf eeuwen verschillende erupties heeft gehad met een waarde variërend van 1 tot 5 op de vulkanische-explosiviteitsindex (VEI). De grootste eruptie was die van 20 mei 1673 (VEI-5). Deze eruptie ging gepaard met een tsunami die verschillende kustdorpen overspoelde. 
De laatste eruptie vond plaats op 8 juli 2007 en leidde tot de evacuatie van zo'n 12.000 mensen die binnen de gevarenzone woonden.